# Représentation du cortège des mages

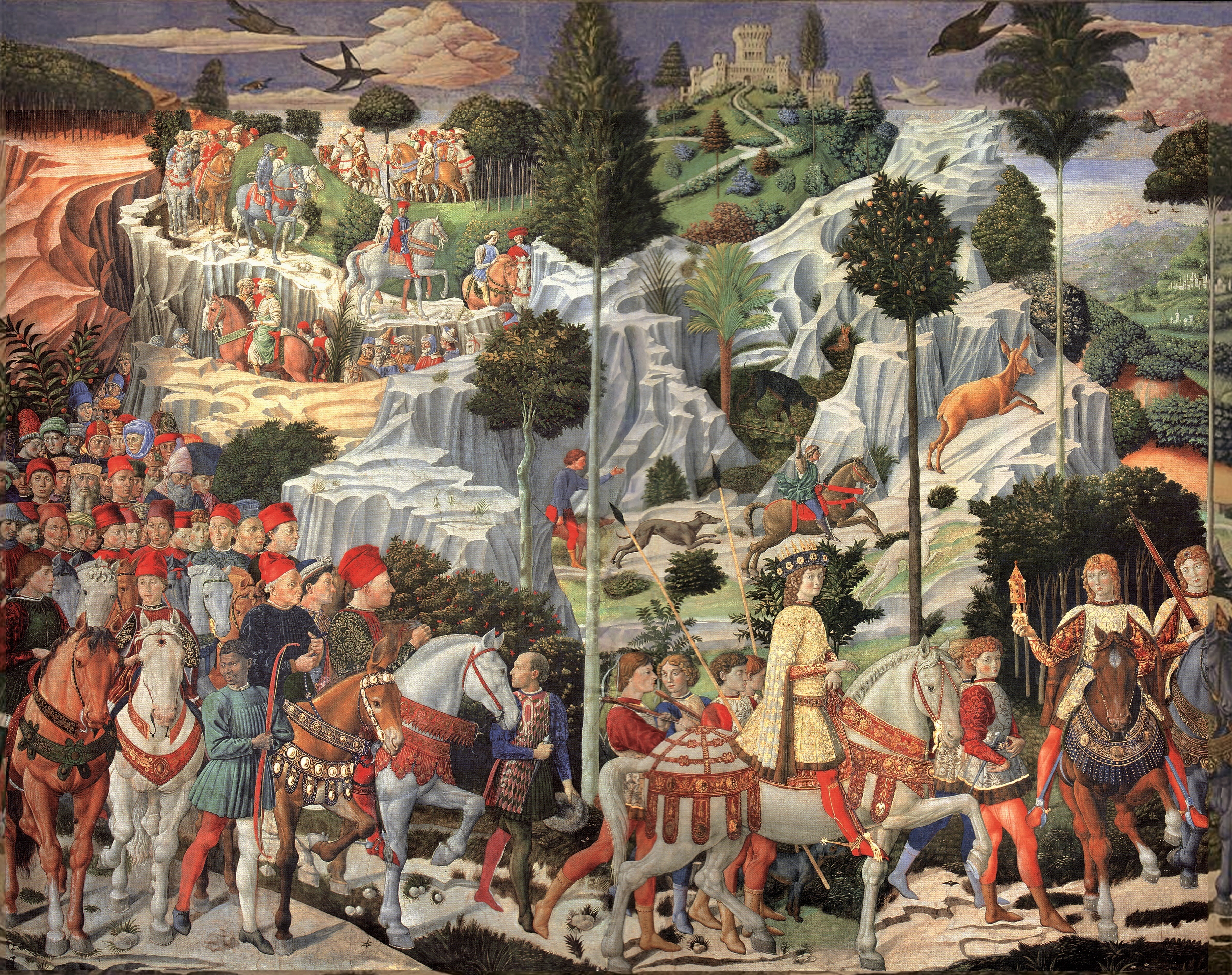
Lorenzo il Magnifico, son père Piero et son oncle Cosimo il Vecchio dans le Cortège des mages de Benozzo Gozzoli

Le cortège des mages est un des éléments  iconographiques de la peinture  chrétienne du thème artistique de l'Adoration des mages.
Si cette adoration a pour but de présenter des présents à Jésus nouveau-né, et de représenter, les trois races humaines (et en même temps, métaphoriquement, les trois âges de l'homme) devant le Sauveur, symbolisés par Melchior, Gaspar et Balthazar, le but des multiples représentations du cortège des mages permet de rendre hommage, par les détails de son faste, aux familles régnantes (les Médicis pour Benozzo Gozzoli), aux donateurs et à leurs familiers.
Autant l'Adoration des bergers peut être traitée simplement par la présence de peu de personnages et de quelques animaux familiers, issus du cadre naturel de la Nativité, autant  le cortège des mages permet l'étalement de richesses (issues du monde entier connu), de personnages et d'animaux exotiques (c'est-à-dire de l'Orient), comme le chameau du bestiaire sculpté des églises romanes.
De plus, le cortège, s'il arrive à Bethléem, vient de Jérusalem et y repart ensuite, constituant une métaphore du monde (la « capitale éternelle » et ses pouvoirs) accueillant la naissance du Sauveur, et les primitifs italiens de la pré-Renaissance, introduisant le principe de paysage terrestre pour un événement sacré, y placeront les lieux connus des fidèles pour symboliser cette ville (Sienne et les collines toscanes pour Bartolo di Fredi, Florence...).

## Quelques exemples deCortège des magesillustres

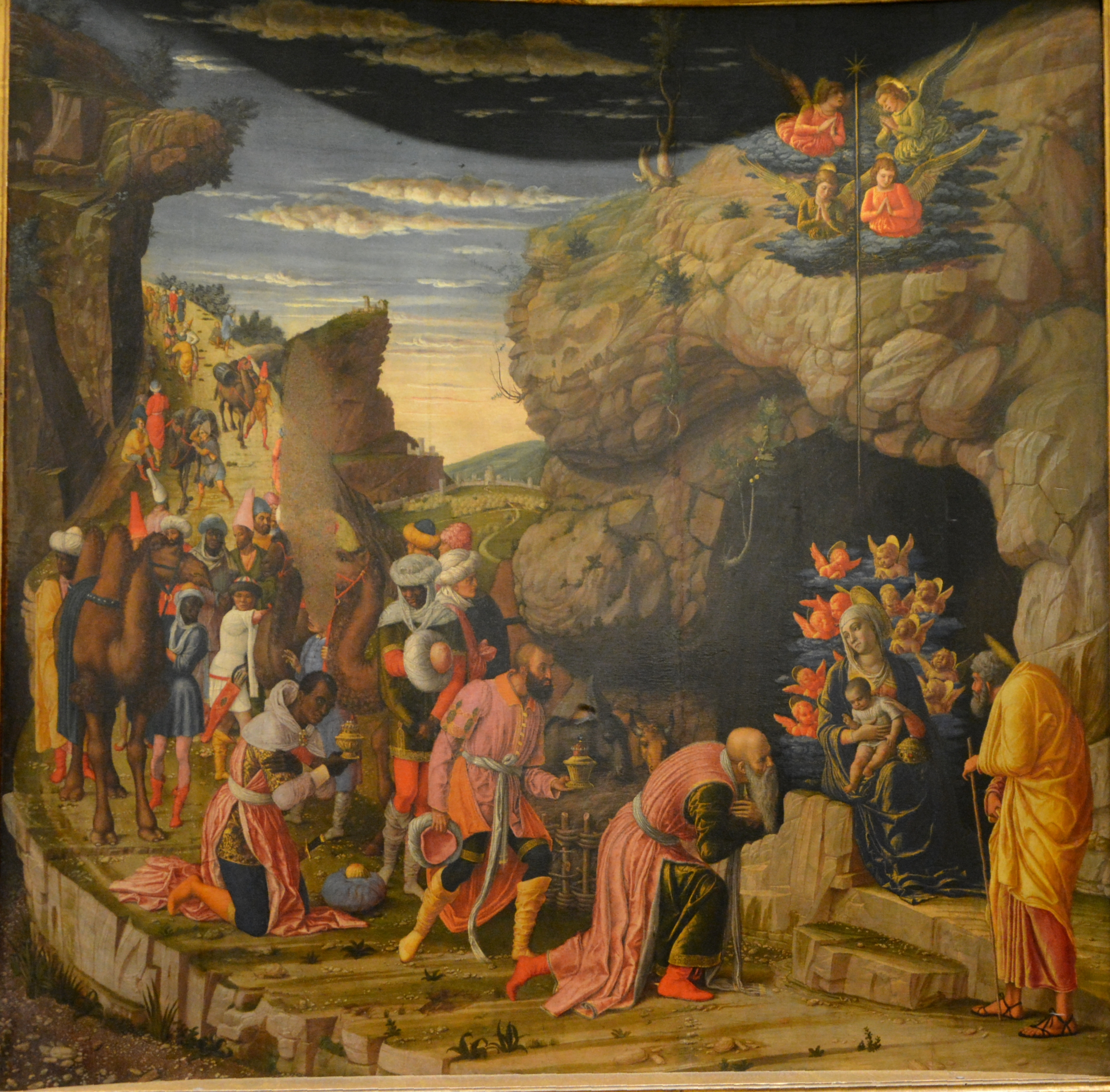
Cortège détaillé et paysage (Jérusalem, au fond au centre) dans le Triptyque des Offices de Mantegna

- Chapelle des Mages de Benozzo Gozzoli, au palais Medici-Riccardi à Florence, avec tous les membres de la famille Médicis, des animaux exotiques...
- Cortège des mages de Bartolo di Fredi, avec une trentaine de participants et d'animaux (Pinacothèque de Sienne)
- Cortège des Mages, d'Andrea del Sarto, SS. Annunziata de Florence
- Triptyque des Offices de Andrea Mantegna, le cortège détaillé et ses participants, le paysage montagneux, Jérusalem...